# (589683) 2010 RF43
(589683) 2010 RF43 ist ein großes transneptunisches Objekt, das als SDO oder allgemein nur «TNO» eingestuft wird. Aufgrund seiner Größe gehört der Asteroid zu den Zwergplanetenkandidaten.

## Entdeckung
(589683) 2010 RF43 wurde am 9. September 2010 von David L. Rabinowitz, Megan Schwamb und Suzanne Tourtellotte im Rahmen des Deep-Ecliptic-Survey-Programmes am La-Silla-Observatorium der ESO in Chile entdeckt. Seine Entdeckung wurde am 17. Oktober 2011 bekanntgegeben.
Die erste Aufnahme entstand drei Tage zuvor am 6. September 2010. Seither wurde (589683) 2010 RF43 mit erdbasierten Teleskopen beobachtet. Im September 2018 lagen insgesamt 142 Beobachtungen über einen Zeitraum von 8 Jahren vor.

## Eigenschaften

### Umlaufbahn
(589683) 2010 RF43 umkreist die Sonne in 348,97 Jahren auf einer stark elliptischen Umlaufbahn zwischen 37,31 AE und 61,82 AE Abstand zu deren Zentrum. Die Bahnexzentrizität beträgt 0,247, die Bahn ist 30,68° gegenüber der Ekliptik geneigt. Gegenwärtig befindet der Asteroid sich nahe seinem Aphel in etwa 80 AE Entfernung. Der letzte Periheldurchlauf erfolgte um das Jahr 1925; der nächste müsste sich somit im Jahre 2274 ereignen.
Der Planetoid besitzt bislang noch keine klare Zuordnung vom MPC, doch müsste er aufgrund seiner relativ hohen Exzentrizität und Bahnneigung zu den SDO gehören, als welches er auch von Marc Buie (DES) klassifiziert wird. Sein Perihel ist mit 37 AE zu tief, um als Detached Object (DO) zu gelten, welche typischerweise 40 AE nicht unterschreiten und auch der Neptunbahn niemals nahekommen.

### Größe
Gegenwärtig wird von einem geschätzten Durchmesser von 615 km ausgegangen; dieser Wert beruht auf einem angenommenen Rückstrahlvermögen von 10 % und einer absoluten Helligkeit von 4,2 m. Es ist daher davon auszugehen, dass (589683) 2010 RF43 sich im hydrostatischen Gleichgewicht befindet und der Asteroid damit ein Zwergplanetenkandidat ist, basierend auf dem taxonomischen 5-Klassen-System von Mike Brown, von welchem diese Einschätzung stammt. Brown geht davon aus, dass es sich bei (589683) 2010 RF43 höchstwahrscheinlich um einen Zwergplaneten handelt. Berechnungen der Lichtkurve ergaben einen errechneten Wert von 636,06 km bei einer Albedo von 10 % und einer absoluten Helligkeit von 4,1 m.
| Jahr                                         | Abmessungen km | Quelle              |
| -------------------------------------------- | -------------- | ------------------- |
| 2013?                                        | 636,06         | LightCurve DataBase |
| 2018                                         | 735,0          | Johnston            |
| 2018                                         | 615,0          | Brown               |
| Die präziseste Bestimmung ist fett markiert. |                |                     |